# Epitriptus tugajorum
Epitriptus tugajorum är en tvåvingeart som först beskrevs av Pavel Lehr 1964.  Epitriptus tugajorum ingår i släktet Epitriptus och familjen rovflugor. Inga underarter finns listade i Catalogue of Life.